# Caprichosos de Corumbá
Caprichosos de Corumbá é uma escola de samba de Corumbá, fundada no ano de 1992. No carnaval representa os bairros de Generoso, Dom Bosco, Arthur Marinho e Cervejaria.

## História
Em 2009 abriu o desfile do então grupo 2 com um enredo sobre a história da África e sua diáspora, ao desfilar com 550 foliões.
Manteve-se na segunda divisão em 2010 ao abordar um enredo sobre cores, e será a terceira a desfilar em 2011, novamente no grupo de acesso,
 onde está prevista a apresentação do enredo "De volta para casa – Orgulho Pantaneiro".
Em novembro de 2010, a escola sediou o "Encontro Estadual de Intérpretes e Compositores de Samba Enredo de Mato Grosso do Sul"
Em 2011 foi consagrada como campeã do Grupo de Acesso, com o enredo De volta pra casa - Orgulho Pantaneiro.
Em 2012, a escola contou em seu desfile, partindo da data do descobrimento da América, que completava então 520 anos, como viviam no passado e como viviam naquele ano os índios no continente americano. Rebaixada após a última colocação, nos dois anos seguintes a escola novamente classificou-se em último lugar, desta vez no grupo de acesso.

## Segmentos

### Presidentes
| Nome                                      | Mandato        | Ref.  |
| ----------------------------------------- | -------------- | ----- |
| Pedrão                                    | ?-2011         | [ 8 ] |
| Arturo Ardaya                             | 2011 - ?       | [ 8 ] |
| Comissão (Cavassa, Ângela, Baroa e Chico) | ? - atualidade | [ 9 ] |

### Diretores
| Ano  | Diretor de Carnaval | Diretor geral de harmonia | Mestre de bateria | Ref.   |
| ---- | ------------------- | ------------------------- | ----------------- | ------ |
| 2012 |                     |                           | Kelvin            | [ 10 ] |
| 2017 |                     |                           |                   |        |

### Coreógrafo
| Ano  | Nome    | Ref.  |
| ---- | ------- | ----- |
| 2016 | Atagiba | [ 9 ] |
| 2017 |         |       |

### Casal de Mestre-sala e Porta-bandeira
| Ano  | Nome               | Ref.  |
| ---- | ------------------ | ----- |
| 2016 | Robson e Franciele | [ 9 ] |
| 2017 |                    |       |

### Rainhas de bateria
| Período | Rainha          | Musa                       | Ref.   |
| ------- | --------------- | -------------------------- | ------ |
| 2007    | Maura Campos    |                            |        |
| 2008    | Maura Campos    |                            |        |
| 2012    | Cartilene Diniz | Géssica Raquel de Oliveira | [ 11 ] |
| 2016    | Giovana Bastos  |                            | [ 9 ]  |
| 2017    |                 |                            |        |

## Carnavais
| Ano  | Colocação   | Grupo    | Enredo | Carnavalesco      | Intérprete | Ref.          |
| ---- | ----------- | -------- | --- | ----------------- | ---------- | ------------- |
| 2006 | 5º lugar    | Único    | Da Cervejaria para o mundo: Tota, o garotinho ouro da baixada.                                                         |                   |            |               |
| 2007 | 8º lugar    | Único    | De bloco de salão, Afoga o Ganso arrasta a multidão                                                                    |                   |            |               |
| 2008 | 4º lugar    | Acesso   | Da rocha tiramos riqueza, cultura e alegria do povo                                                                    |                   |            |               |
| 2009 | 4° lugar    | Acesso   | África - Berço da Humanidade Compositor:Pedro Jorge de Castro, "Pedrão".                                               |                   | Cabeça     | [ 12 ]        |
| 2010 | Vice-Campeã | Acesso   | Com as cores do meu pavilhão, vou pintar seu coração                                                                   |                   |            |               |
| 2011 | Campeã      | Acesso   | De volta para casa – Orgulho Pantaneiro                                                                                | Kiro Panovitch    |            | [ 7 ] [ 13 ]  |
| 2012 | 4° lugar    | Especial | 520 anos antes, 520 anos depois - História da conquista de um continente banhado a ouro, prata e sangue.               |                   |            | [ 14 ]        |
| 2013 | 5° lugar    | Especial | Cantando a sorte e espantando o azar, a Caprichosos vai passar                                                         |                   |            | [ 15 ] [ 16 ] |
| 2014 | 4° lugar    | Especial | Caminhando junto em busca de um novo sonho, Caprichosamente MJ6 é o sonho                                              |                   |            | [ 17 ] [ 18 ] |
| 2015 | 3º lugar    | Acesso   | A Caprichosos canta Culturas, tradições e crenças regionais                                                            |                   |            |               |
| 2016 | Vice-campeã | Acesso   | Decifra-me ou te devoro, Enigmas da vida Compositor:João Batista "JB"                                                  | Leandro Cavaleiro |            | [ 9 ] [ 19 ]  |
| 2017 | Vice-Campeã | Acesso   | Do paço real à corte de Carnaval, que rei sou eu?                                                                      |                   |            |               |
| 2018 | 3º lugar    | Único    | Debochar e liberar: A Caprichosos manda para os Quintos a ambição de quem não trabalha ou inventa. O povo não sustenta |                   |            |               |
| 2019 | 4º lugar    | Único    | Albuquerque: O paraíso é aqui.                                                                                         |                   |            |               |
| 2020 | --          | --       | NÃO IRÁ PARTICIPAR |                   |            |               |